# Зубарев, Игорь Дмитриевич
Игорь Дмитриевич Зубарев (род. 20 июля 1966) — российский предприниматель, депутат Законодательного собрания Республики Карелия III, IV и V созывов, сенатор Российской Федерации, делегированный в Совет Федерации законодательной властью Республики Карелия (с 2016 года). Заместитель председателя Комитета Совета Федерации по аграрно-продовольственной политике и природопользованию.
Находится под персональными международными санкциями 27 стран ЕС, Великобритании, США, Канады, Швейцарии, Австралии, Украины, Новой Зеландии.

## Биография
Родился в семье учителя.
В 1983—1984 годах работал учеником токаря на мурманском ремонтно-механическом заводе «Севреммаш» (Мурманск). В 1984—1985 годах учился в СПТУ № 16 в Мурманске. В 1985—1987 годах служил в армии.
В 1988 году поступил в Петрозаводский государственный университет на медицинский факультет. Учился по специальности «лечебное дело», окончил четыре курса и в 1993 был отчислен.
С 1993 года занимался предпринимательской деятельностью в Республике Карелия. В 1993—1996 годах — заместитель директора по торговле ТООО «Лотос» (Петрозаводск). В 1996—1998 годах — генеральный директор ООО «Лотос-Экспресс» (Петрозаводск), в 1998 году — заместитель директора по коммерческим вопросам ООО «Титр» (Петрозаводск), в 1998—2001 годах — коммерческий директор ООО «Титр».
В 2001 году работал председателем сельскохозяйственного производственного кооператива «Рыболовецкий колхоз „Баренц Рыбак“» (Кемский район, Республика Карелия). В 2001—2002 годах — заместитель председателя по коммерческим вопросам «Рыболовецкого колхоза „Баренц Рыбак“».
В 2002—2003 годах — генеральный директор ОАО «Карельский рыболовный флот» (Мурманск, Беломорск).
В июле 2003 года было зарегистрировано некоммерческое объединение «Союз рыбопромышленников Карелии». Игорь Зубарев стал его председателем.

### Заксобрание Республики Карелия
Осенью 2003 года Зубарев был зарегистрирован кандидатом на дополнительных выборах депутата Законодательного собрания Республики Карелия 3 созыва по Портовому одномандатному избирательному округу № 23 (8688 избирателей). На состоявшихся 7 декабря 2003 года выборах набрал большинство голосов, 1910 (36.88 %) при явке 59,6 %.
В 2006—2011 — депутат Законодательного собрания Республики Карелия IV созыва.
В 2011—2016 — депутат Законодательного собрания Республики Карелия V созыва.
В 2016 году окончил Российскую академию народного хозяйства и государственной службы при Президенте Российской Федерации (бакалавр).
В сентябре 2016 году избран депутатом Законодательное собрание VI созыва по списку партии «Единая Россия».

### В Совете Федерации
6 октября 2016 года депутаты заксобрания Карелии избрали Игоря Зубарева представителем в Совете Федерации. 7 октября 2016 года Зубарев наделён полномочиями члена Совета Федерации до сентября 2021 года, при этом он сдал мандат депутата заксобрания. В Совете Федерации вошёл в Комитет по аграрно-продовольственной политике и природопользованию. С октября 2024 года ― заместитель председателя указанного Комитета.

## Международные санкции
Из-за поддержки российской агрессии и нарушения территориальной целостности Украины во время российско-украинской войны находится под персональными международными санкциями разных стран.
С 9 марта 2022 года находится под санкциями всех стран Европейского союза так как он голосовал за ратификацию договоров о дружбе с самопровозглашёнными ЛНР и ДНР.
7 сентября 2022 года попал под санкции Украины за «поддержку незаконным попыткам России аннексировать суверенную украинскую территорию путем проведения фиктивных референдумов»
30 сентября 2022 года внесён санкционный список Соединённых Штатов Америки «за аннексию Путиным регионов Украины» и одобрения закона о фейках. Государственный департамент отмечает что сенаторы  «проголосовали за одобрение просьбы Путина о вводе войск в Украину, что послужило неоправданным предлогом для полномасштабного вторжения России в Украину».
25 марта 2022 года внесён в санкционный список Канады «соратников режима» за «содействие в нарушения суверенитета и территориальной целостности Украины»
По аналогичным основаниям, с 15 марта 2022 года находится под санкциями Великобритании. С 16 марта 2022 года находится под санкциями Швейцарии. С 21 апреля 2022 года находится под санкциями Австралии. С 3 мая 2022 года находится под санкциями Новой Зеландии.

## Сведения о доходах
Доход сенатора Игоря Зубарева в 2016 году, по сведениям, представленным в Совет Федерации, составил 124,26 млн руб.
- В 2017 году — 219,00 млн руб[14].
- В 2018 году — 564,43 млн руб[15].
- В 2020 году — 2 млрд 421,99 млн руб[16].

## Награды
- Лауреат Всероссийского конгресса «Государство и социально-ответственный бизнес» (Москва, 2003).
- Почётная грамота Законодательного собрания Республики Карелия (2009).
- Медаль Федерального агентства по рыболовству «За заслуги в развитии рыбного хозяйства России» II степени (2010).
- Почётная грамота Главы Республики Карелия (2011).
- Лауреат года Республики Карелия (2013).
- Заслуженный работник рыбного хозяйства Республики Карелия (19 июля 2016) — за большой вклад в развитие рыбопромышленного комплекса республики, высокий профессионализм и многолетний добросовестный труд.
- Медаль «За заслуги перед Республикой Карелия» (8 июня 2020) — за заслуги перед Республикой Карелия и её жителями, большой вклад в социально-экономическое развитие республики и активную работу в составе Государственной комиссии по подготовке к празднованию 100-летия образования Республикой Карелия[17].